# Home
«Home» (англ. Дім) — третій та фінальний сингл дебютного студійного альбому канадського рок-гурту Three Days Grace — Three Days Grace. В США пісня вийшла 5 жовтня 2004 як промо-сингл.

## Список пісень
Автор музики і слів Three Days Grace, Gavin Brown та Simon Wilcox. 
| Промо-сингл для США | Промо-сингл для США        | Промо-сингл для США |
| #                   | Назва                      | Тривалість          |
| ------------------- | -------------------------- | ------------------- |
| 1.                  | «Home» (редагована версія) | 3:59                |
| 2.                  | «Home» (версія альбому)    | 4:21                |

## Чарти
| Чарт (2004)                               | Місце |
| ----------------------------------------- | ----- |
| U.S. Billboard Hot 100                    | 90    |
| U.S. Billboard Hot Mainstream Rock Tracks | 2     |
| U.S. Billboard Alternative Songs          | 7     |

## Продажі
| Регіон     | Сертифікація (таблиця продажів та сертифікатів) |
| ---------- | ----------------------------------------------- |
| США (RIAA) | Золото (+500 000 копій)                         |

## Історія релізів
| Країна | Дата          | Формат           | Лейбл |
| ------ | ------------- | ---------------- | ----- |
| США    | 5 жовтня 2004 | Mainstream radio | Jive  |